# Vassobia
Vassobia é um género botânico pertencente à família Solanaceae.